# Parafia św. Jana Chrzciciela w Nowym Gierałtowie
Parafia św. Jana Chrzciciela w Nowym Gierałtowie znajduje się w dekanacie lądeckim w diecezji świdnickiej. Była erygowana w 1989 r. Jej proboszczem jest ks. Maciej Oliwa.

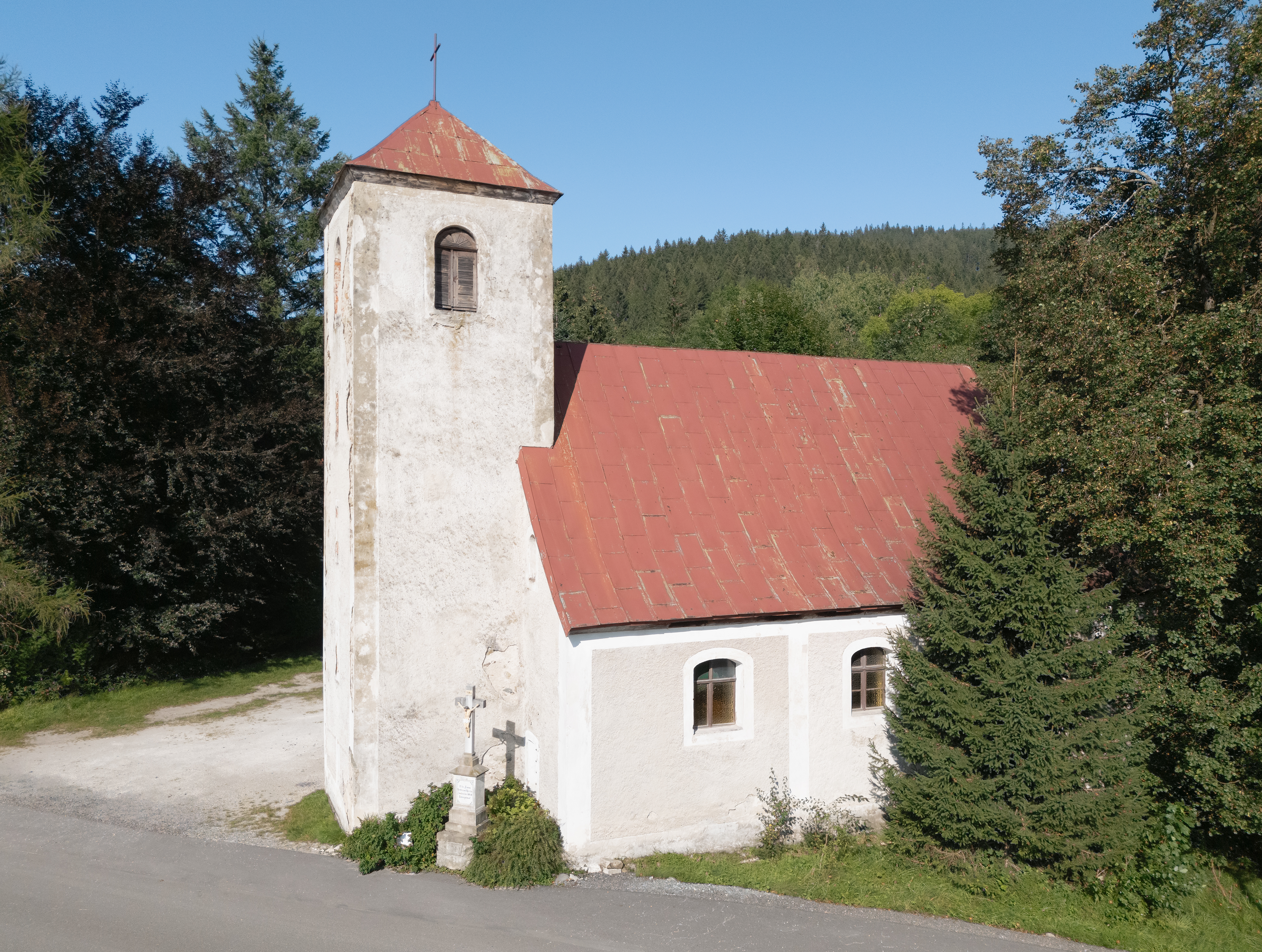
Kościół filialny w Bielicach

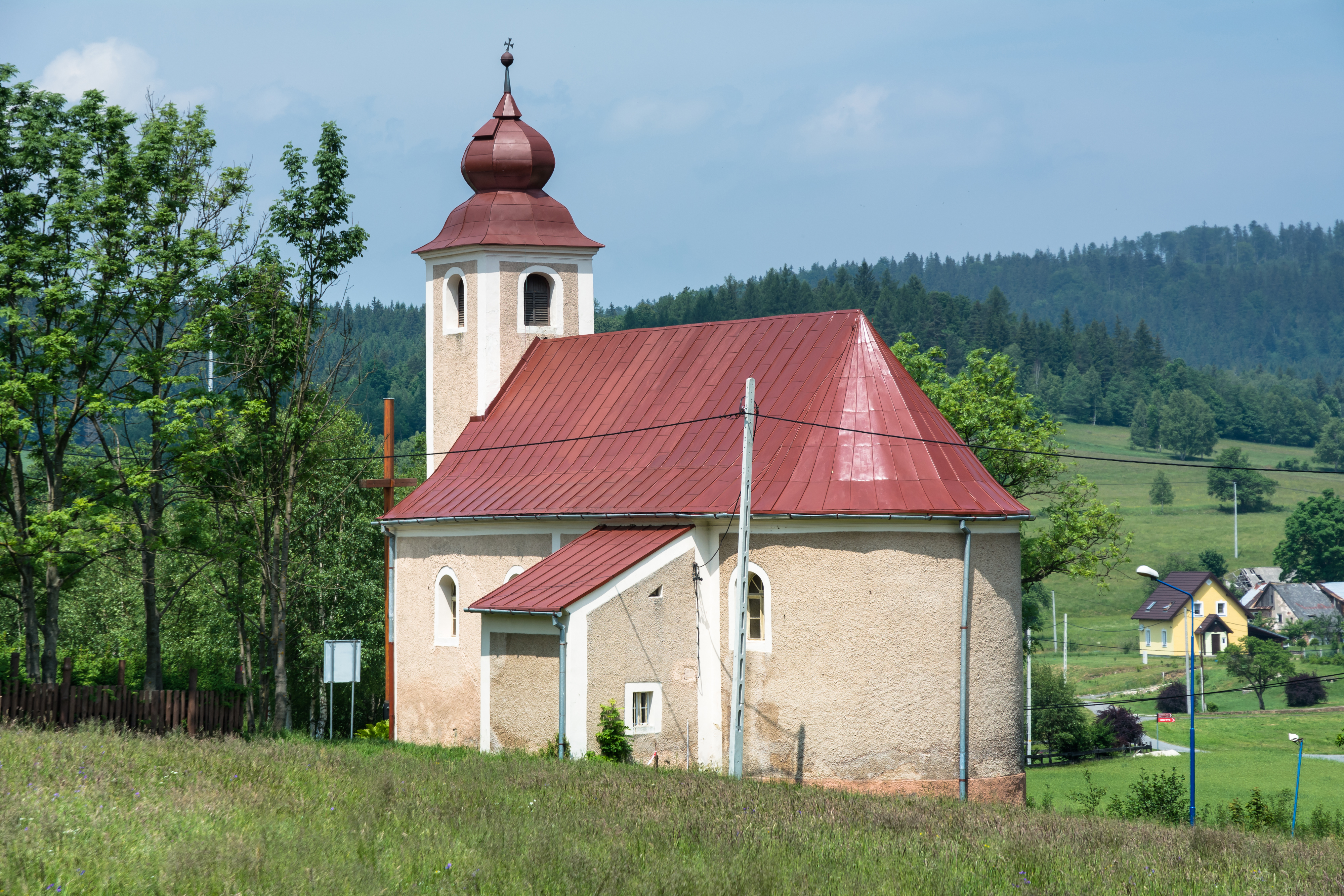
Kościół filialny w St. Gierałtowie